# Pygochelidon cyanoleuca
Pygochelidon cyanoleuca là một loài chim trong họ Hirundinidae.